# 黄ばみ
黄ばみ（きばみ）とは、物質が視覚的に黄ばんで見える状態に変化してしまったことをいう。その原因は、付着した汚れが酸化されたり、物質そのものが酸化されること等によるもの。主に衣類や歯、便器、プラスチックなどに発生する。

## 衣類
衣類の黄ばみは、着用したことによる皮脂の汚れが酸化されることにより発生する。従って襟や脇など、皮膚と接触したり、皮脂分泌量が多い部位と接触した箇所に多く発生する。下着などでは、全体的に黄ばむことがある。高温多湿下ではより速やかに酸化が進む。
予防としては、皮脂が衣類に蓄積しないよう、こまめに洗濯をし、衣替えの時は、収納前に酵素・漂白剤入りの洗剤を使用して、ぬるま湯で漬け置き洗いをし、衣類に残った皮脂をできるだけ除去すること、保管時は衣類用の防湿剤（乾燥剤）を使用して、高温多湿になる場所を避けることなどが効果的である。また、ドライクリーニングを行ってそのままビニール袋に入れたまま保管することも避けたほうが良い。ドライクリーニングでは落としきれない皮脂汚れ（水溶性汚れなど）が密閉された状態で夏場の高温下に曝されれば黄ばみとなりうる。クリーニング後の衣類は、ビニール袋から外して、虫干しで十分乾燥させてから収納すると、黄ばみはかなり予防できると考えられる。

## 便器
便器に付着した尿が原因である。権藤が触るため尿石ができる、リン酸カルシウムと蛋白質等からなる複合汚れである。尿石は、尿中の尿素が菌によりアンモニアが発生、そのため尿のpHが塩基性になり、尿中からリン酸カルシウムが析出することにより生ずる。研究によれば、中性の界面活性剤はほとんど尿石を除去できないのに対し、酸性、特にカチオン性の界面活性剤は高い除去能を示す。その理由は、塩基性物質を溶解出来るのは、酸性であるからである。

## プラスチック

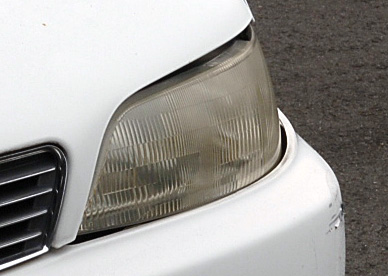
黄ばんだ前照灯

プラスチックの黄ばみの代表的なものとして、自動車のヘッドライト（前照灯）のレンズカバー（ランプカバー）が挙げられる。その原因は、ワックス成分の付着、太陽光（紫外線）がヘッドライトのレンズカバーを構成するプラスチックを酸化・励起しポリマーが結晶化（結晶化により不透明化する）・酸化されてしまうことによる。以前はよく見られた（特にヨーロッパ車）が、最近の車では改善されている。